# Anna Rice
Pour les articles homonymes, voir Rice.
Anna Rice, née le 19 août 1980 à North Vancouver, est une joueuse canadienne de badminton.

## Carrière
Anna Rice est médaillée d'argent en simple dames et en double dames avec Denyse Julien aux Jeux panaméricains de 2003.
Le double Rice-Julien est éliminé au premier tour des Jeux olympiques d'été de 2004. Elle est éliminée au troisième tour du simple dames des Jeux olympiques d'été de 2008.
Anna Rice remporte les Championnats panaméricains de badminton en 2007 et en 2009.